# Attaque de Sokolo
Guerre du Mali
Batailles
L'attaque de Sokolo a lieu le 26 janvier 2020 lors de la guerre du Mali.

## Déroulement
Le 26 janvier 2020, à 5 heures du matin, des djihadistes à motos attaquent le camp de Sokolo, dans le Cercle de Niono. Le camp est tenu par environ quatre-vingts gendarmes maliens, tandis que d'après le témoignage à l'AFP d'un habitant de la localité, les assaillants sont plus d'une centaine. 
Les djihadistes mènent l'attaque divisés en trois groupes : au nord, à l'est et au sud. Les combats s'achèvent vers 7 heures du matin. Les gendarmes prennent la fuite et le camp est pris d'assaut par les djihadistes qui s'emparent de véhicules, d'armes et de munitions. Ils battent en retraite après avoir incendié le camp, qui est repris en fin de journée par des renforts venus de Diabaly,,.

## Pertes
Le soir du 26 janvier, l'armée malienne annonce que le bilan de l'attaque est de 20 gendarmes tués et cinq blessés contre quatre morts du côté des assaillants,,. Le chef du détachement, le capitaine Harouna Sangaré, figure parmi les morts. La garnison compte 60 rescapés. Des sources locales de l'AFP donnent le même jour des bilans proches en faisant mention de 15 à 20 morts.
L'AFP indique que selon un habitant, les djihadistes ont compté également quelques tués dont ils ont emporté les corps. L'agence ajoute aussi que selon une source étrangère au moins neuf véhicules de l'armée ont été emportés par les assaillants.
Le Groupe de soutien à l'islam et aux musulmans revendique l'attaque le lendemain et affirme avoir tué plus de 20 soldats maliens, fait trois prisonniers, capturé neuf véhicules et reconnait la mort de trois de ses combattants,,,.